# مارک موریس
مارک موریس (انگلیسی: Mark Morris؛ زادهٔ ۲۶ سپتامبر ۱۹۶۲) یک بازیکن فوتبال اهل بریتانیا است.
از باشگاه‌هایی که در آن بازی کرده‌است می‌توان به باشگاه فوتبال ویمبلدون، باشگاه فوتبال ای. اف. سی بورنموث، باشگاه فوتبال آلدرشات تاون، باشگاه فوتبال واتفورد، باشگاه فوتبال شفیلد یونایتد، باشگاه فوتبال جیلینگام، باشگاه فوتبال برایتون و هاو آلبیون و باشگاه فوتبال هاستینگز یونایتد اشاره کرد.